# Oksana Selechmetjeva
Oksana Olegovna Selechmetjeva (Russisch: Окса́на Оле́говна Селехме́тьева, 13 januari 2003) is een tennisspeelster uit Rusland. Selechmetjeva begon met tennis toen zij zes jaar oud was. Haar favoriete ondergrond is gravel. Zij speelt linkshandig en heeft een tweehandige backhand. Zij is actief in het internationale tennis sinds 2018.

## Loopbaan

### Junioren
Selechmetjeva bereikte in het dubbelspel driemaal een juniorenfinale op de grandslamtoernooien. Zij verloor de eindstrijd op Wimbledon 2019, maar won vervolgens de titel op het US Open 2019 en op Roland Garros 2021.

### Enkelspel
Selechmetjeva debuteerde in 2018 op het ITF-toernooi van Sant Cugat (Spanje). Zij stond in 2021 voor het eerst in een finale, op het ITF-toernooi van Manacor (Spanje) – hier veroverde zij haar eerste titel, door de Nederlandse Suzan Lamens te verslaan. Tot op heden(augustus 2022) won zij twee ITF-titels, de andere in 2022 in Montpellier.
In 2021 kwalificeerde Selechmetjeva zich voor het eerst voor een WTA-hoofdtoernooi, op het toernooi van Moskou. In 2022 had zij haar grandslamdebuut op Roland Garros, waar zij als kwalificante aan het hoofdtoernooi deelnam. In juli 2022 kwam zij nipt binnen op de top 150 van de wereldranglijst.

### Dubbelspel
Selechmetjeva debuteerde in 2020 op het ITF-toernooi van Caïro (Egypte), samen met landgenote Daria Krasnova. Later dat jaar stond zij voor het eerst in een finale, op het ITF-toernooi van Marbella (Spanje), samen met landgenote Alina Tsjarajeva – hier veroverde zij haar eerste titel, door het duo Miriam Bulgaru en Victoria Muntean te verslaan. Tot op heden(augustus 2022) won zij zeven ITF-titels, de meest recente in 2021 in San Bartolomé de Tirajana (Spanje).
In 2021 speelde Selechmetjeva voor het eerst op een WTA-hoofdtoernooi, op het toernooi van Moskou, samen met landgenote Anastasija Tichonova. In juli 2022 kwam zij nipt binnen op de top 150 van de wereldranglijst.

## Posities op deWTA-ranglijst
Positie per einde seizoen:
| jaar | rang enkelspel | rang dubbelspel |
| ---- | -------------- | --------------- |
| 2019 | 781            | –               |
| 2020 | 683            | 666             |
| 2021 | 226            | 208             |

## Palmares
| Legenda                 |
| ----------------------- |
| Grandslamtoernooi       |
| Olympische Spelen       |
| Year-End Championships  |
| Premier Mandatory       |
| Premier Five / WTA 1000 |
| Premier / WTA 500       |
| International / WTA 250 |
| Challenger / WTA 125    |

### WTA-finaleplaatsen enkelspel
| nr.              | finale     | toernooi | ondergrond | tegenstandster | score         |         |
| ---------------- | ---------- | -------- | ---------- | -------------- | ------------- | ------- |
| gewonnen finales |            |          |            |                |               |         |
| geen             |            |          |            |                |               |         |
| verloren finales |            |          |            |                |               |         |
| 1.               | 2025-07-20 | WTA Rome | gravel     | Petra Marčinko | 3-6, 6-4, 3-6 | details |

### Gewonnen ITF-toernooien enkelspel
| nr. | finale     | toernooi    | dotatie | ondergrond | tegenstandster in finale | score         |
| --- | ---------- | ----------- | ------- | ---------- | ------------------------ | ------------- |
| 1.  | 2021-02-07 | Manacor     | $15.000 | hardcourt  | Suzan Lamens             | 6-3, 6-2      |
| 2.  | 2022-07-03 | Montpellier | $60.000 | gravel     | Kateryna Baindl          | 6-3, 5-7, 7-5 |

## Resultaten grandslamtoernooien
| Legenda | Legenda                          |
| ------- | -------------------------------- |
| g.t.    | geen toernooi gehouden           |
| l.c.    | lagere categorie                 |
| –       | niet deelgenomen                 |
| G       | uitgeschakeld in de groepsfase   |
| 1R      | uitgeschakeld in de eerste ronde |
| 2R      | uitgeschakeld in de tweede ronde |
| 3R      | uitgeschakeld in de derde ronde  |
| 4R      | uitgeschakeld in de vierde ronde |
| KF      | uitgeschakeld in de kwartfinale  |
| HF      | uitgeschakeld in de halve finale |
| F       | de finale verloren               |
| W       | het toernooi gewonnen            |
| w-v     | winst/verlies-balans             |

### Enkelspel
| toernooi        | 2022 |
| --------------- | ---- |
| Australian Open | –    |
| Roland Garros   | 1R   |
| Wimbledon       | –    |
| US Open         |      |